# 奥地利皇家伊丽莎白勋章

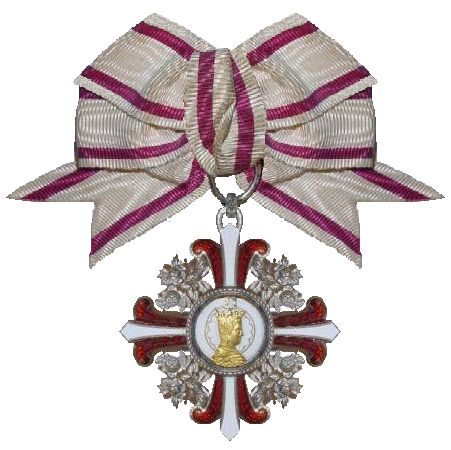
奥地利皇家伊丽莎白勋章

奥地利皇家伊丽莎白勋章（德語：Kaiserlich österreichischer Elisabeth-Orden）是时任奥地利皇帝、匈牙利国王弗朗茨·约瑟夫一世于1898年创设的专门颁给女性的勋章。该勋章得名于天主教圣人聖麗莎。不過也有說法，勋章的名字就是为了纪念弗朗茨·约瑟夫一世的已故皇后伊丽莎白。该勋章分为四等：二级、一级、大十字级。另有一个叫伊丽莎白奖章（Elizabeth Medal）的等级。